# BE Большой Медведицы
BE Большой Медведицы (лат. BE Ursae Majoris) — двойная затменная переменная звезда типа Алголя (EA) в созвездии Близнецов на расстоянии приблизительно 5412 световых лет (около 1659 парсеков) от Солнца. Видимая звёздная величина звезды — от +17,8m до +14,8m. Орбитальный период — около 2,2912 суток.

## Характеристики
Первый компонент — белый карлик спектрального класса DO или sdO. Эффективная температура — около 11567 К.
Первый компонент — красный или оранжевый карлик спектрального класса MVe или K5V.